# Father (Nana-album)
A Father Nana Kwame Abrokwa, művésznevén Nana, ghánai származású, gyerekkorától Hamburgan élő DJ, rapper második albuma, melyet édesapja emlékének ajánlott.

## Az album előzményei
Nana tízéves korában édesanyjával érkezett Németországba, édesapja korábban meghalt. A kilencvenes évek óta DJ volt, rapperként is közreműködött más előadók lemezein. 1995-ben csatlakozott Bülent Aris és Toni Cottura producerek Booya Music kiadójához. Itt két sikeres kislemezt adott ki (Darkman és Lonely), melyek sikere után kiadta első albumát, címe Nana. A különleges hangzású album egyedi módon vegyítette a klasszikus rap stílust az európai zenével. Dalai lassú ritmusúak és többnyire szomorú szövegűek voltak. Miután az album negyedik helyezésig jutott a német slágerlistán, elkészítették hasonló stílusú folytatását, a  Father albumot.

## Az album ismertetése
Az album dalainak többsége hasonló az előző album stílusához. Nana rappel, mellette női és férfi ének, kórus, éteries szintetizátordallamok, valamint csembaló és harangzúgás is hallható. A dalok lassúságuk ellenére ritmusosak és dallamosak. Nosztalgikus szövegük az élet rövidségéről, elmúlásról, reménytelenségről, veszteségről és hitről szólnak.

## Fogadtatás
Az album az előzőhöz hasonlóan negyedik helyezésig jutott a német listán. Dalai közül a Too Much Heaven, a Remember the Time top tíz siker és aranylemez lett, a Dreams a 18. helyezésig jutott.

## Dalok
- 1  Father – (vokál Jan van der Toorn)  5:04
- 2  Do You Really Think You Know Me?  4:30
- 3  Remember The Time – (vokál Ray Horton)  4:36
- 4  Nigga 4 Life – (vokál Mazaya, Toni Cottura)  3:33
- 5  Dreams – (vokál Alex Prince, Mazaya, Ray Horton)  4:27
- 6  Judgement Day – (vokál Toni Cottura)  5:40
- 7  Too Much Heaven – (vokál Carlos E. Harmon, Jan van der Toorn)  3:59
- 8  You – (vokál Ray Horton)  4:24
- 9  Pocket Full Of Memories – (vokál Ray Horton)  5:09
- 10  That's The Way Life Goes – (vokál Jan van der Toorn)  4:54
- 11  God – (vokál Jan van der Toorn)  4:17

## Klipek
Az album négy dala alapján készült videóklip. Ezek a Father, Remember the Time, Dreams, Too Much Heaven.  